# Антон Долапчиев
Антон Ангелов Долапчиев е български политик. Член на ПП ГЕРБ. Народен представител в XLIII народно събрание, Общински съветник в Общински съвет град Ловеч.

## Образование
Завършил природоматематическа гимназия гр. Ловеч с профил математика и английски език. Бакалавър по стопанско управление и магистър по финансово-счетоводен мениджмънт от ВТУ „Св. Св. Кирил и Методий“. Магистър по национална и регионална сигурност от Национален военен университет „Васил Левски“.

## Биография
От 2012 г. до 2013 г. работи като Експерт стопанска дейност в Държавно предприятие „Фонд Затворно дело“ гр. Ловеч.
С решение на ЦИК № 1381-НС от 9 декември 2014 г. е обявен за Народен представител в XLIII народно събрание от ПП ГЕРБ за 11-МИР Ловеч, член на комисиите по Комисия по въпросите на децата, младежта и спорта, Комисия по взаимодействието с неправителствените организации и жалбите на гражданите, Заместник-председател на Групата за приятелство България – Куба, и член на групите за приятелство с Испания, Македония и Япония.
На Местните избори през 2019 г. Антон Долапчиев участва като кандидат за общински съветник от ПП ГЕРБ. С решение на ОИК-Ловеч № 189-МИ от 28 октомври 2019 г. е обявен за Общински съветник в Общински съвет гр. Ловеч за мандат 2019 – 2023 г.

## Законодателна дейност
Като народен представител в XLIII народно събрание участва в създаването и внасянето на Законопроект за Военното разузнаване, Законопроект за Държавна агенция „Разузнаване“, Законопроект за Националната служба за охрана, Законопроект за управление и функциониране на системата за защита на националната сигурност, Законопроект за изменение и допълнение на Наказателния кодекс, Законопроект за изменение и допълнение на Закона за движението по пътищата, Законопроект за изменение и допълнение на Закона за електронните съобщения, Законопроект за изменение и допълнение на Конституцията на Република България и др.

## Семейство
Семеен.